# Gaius Claudius Pulcher (Konsul 92 v. Chr.)
Gaius Claudius Pulcher war ein römischer Politiker der späten Republik.

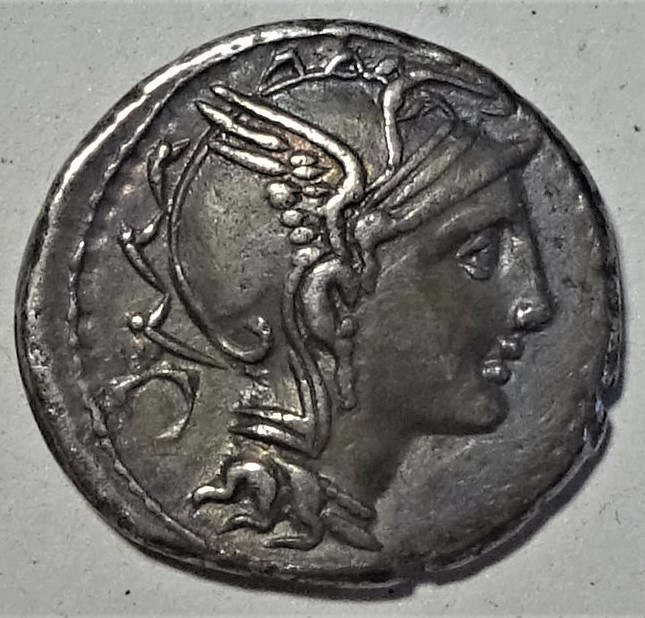
Denar des Gaius Claudius Pulcher, Avers, A. 1090

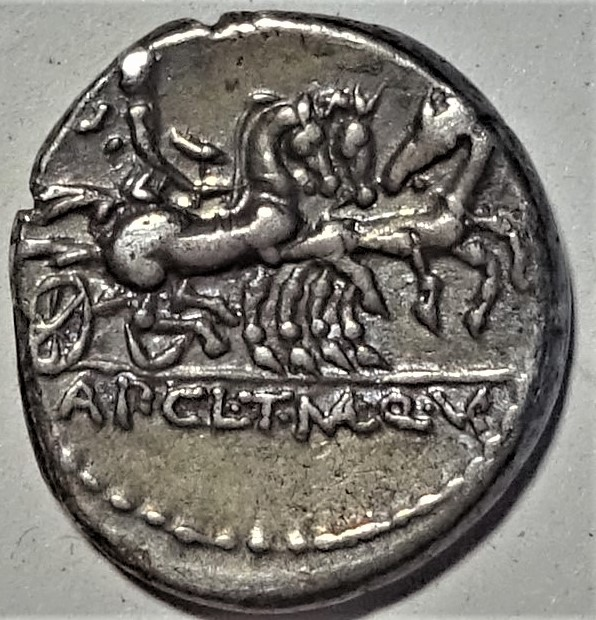
Denar des Gaius Claudius Pulcher, Revers, A. 1090

Er war wohl 105 v. Chr. Quästor und vermutlich im Jahr danach Münzmeister; eventuell bekleidete er die beiden Ämtern schon einige Jahre früher. 99 v. Chr. wurde er kurulischer Ädil und gab äußerst prachtvolle Spiele, bei denen zum ersten Mal auch Elefanten bei einer Tierhetze auftraten. Im folgenden Jahr leitete er den Gerichtshof für Mord; als Prätor 95 v. Chr. hatte er den Vorsitz über den Gerichtshof de repetundis. Vor seinem Konsulat 92 v. Chr. war er, vermutlich im Jahr 93 v. Chr., als curator für die Pflasterung von Straßen zuständig. Nach seinem Konsulat war er vielleicht Prokonsul von Kyrene.
Ihm wird die Prägung eines Denars zugeschrieben, der im Avers einen Romakopf mit Flügelhelm und auf dem Revers die Victoria in einer Biga zeigt. Die Siegesgöttin Victoria auf dieser Münze wird als Hinweis auf den Sieg eines Vorfahren über die Istrier und Ligurier im Jahr 177 v. Chr. gedeutet. Ein weiterer Denar soll im Vorjahr als Gemeinschaftsprägung des Münzmeisterkollegiums hergestellt worden sein, der im Avers ebenfalls einen Romakopf und im Revers eine Triga, also einen dreispännigen Rennwagen, zeigt. In der Abkürzung unter der Triga stehen auch die Buchstaben  Q VR, die als Abkürzung für „Quaestores urbani“, also als Amtsbezeichnung für die städtischen Quästoren gedeutet werden.